# Lagarde-Hachan
Lagarde-Hachan település Franciaországban, Gers megyében. Lakosainak száma 167 fő (2022. január 1.). Lagarde-Hachan Viozan, Aujan-Mournède, Saint-Arroman, Saint-Élix-Theux, Samaran és Sauviac községekkel határos.

## Népesség
A település népességének változása:
| Lakosok száma | 187  | 131  | 118  | 182  | 161  | 163  | 164  | 168  | 167  | 167  |
|               | 1968 | 1982 | 1990 | 2006 | 2013 | 2015 | 2017 | 2019 | 2020 | 2022 |